# Chapelle Saint-Roch de Lannion
Pour les articles homonymes, voir Chapelle Saint-Roch.
La chapelle Saint-Roch est un édifice situé à Lannion, en France.

## Localisation
La chapelle est située sur le territoire de la commune de Lannion, route de Trébeurden à Brélévenez, dans le département des Côtes-d'Armor, en région Bretagne.

## Historique
La chapelle est classée au titre des monuments historiques par arrêté du 3 novembre 1930.

## Galerie

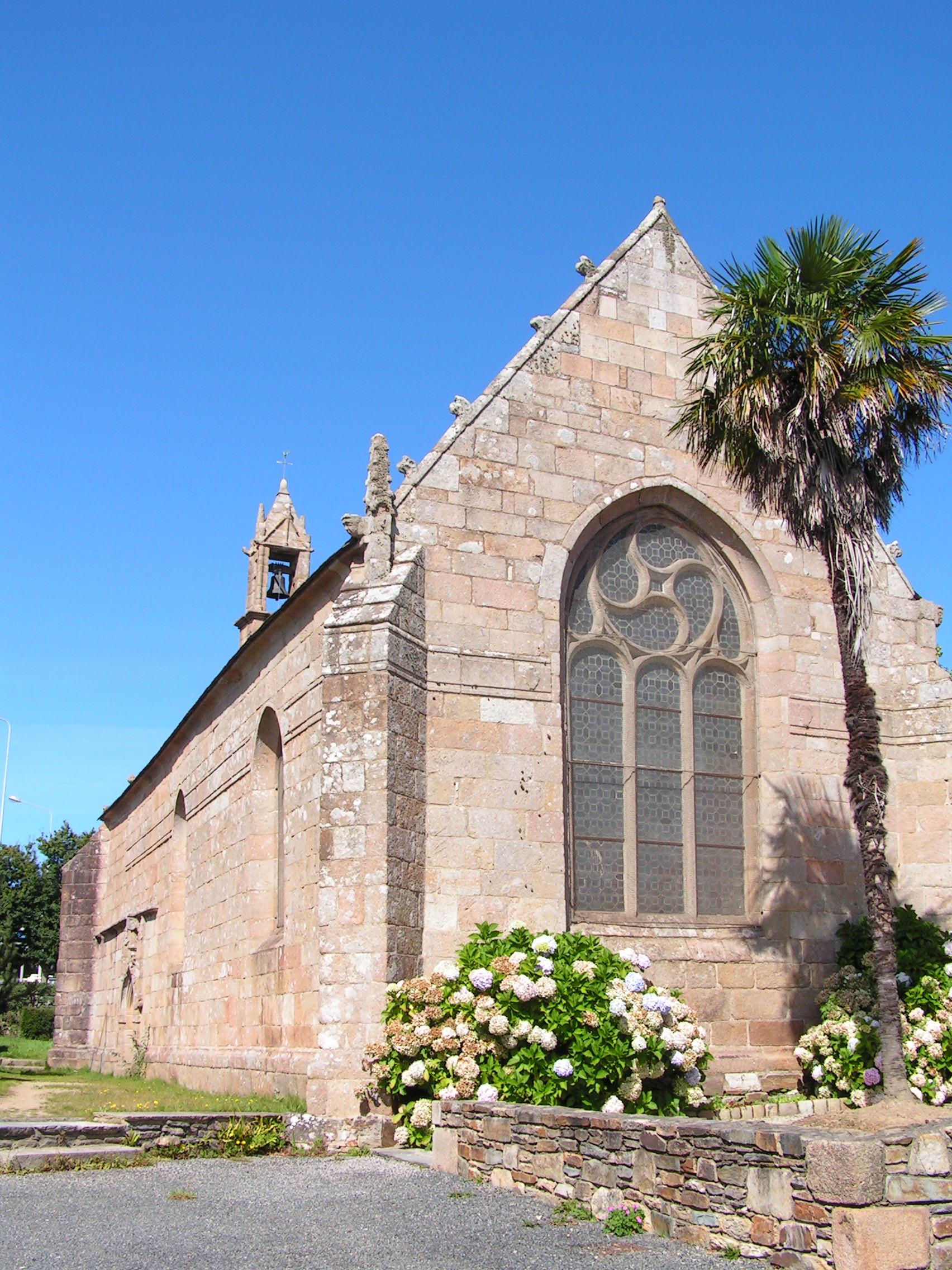
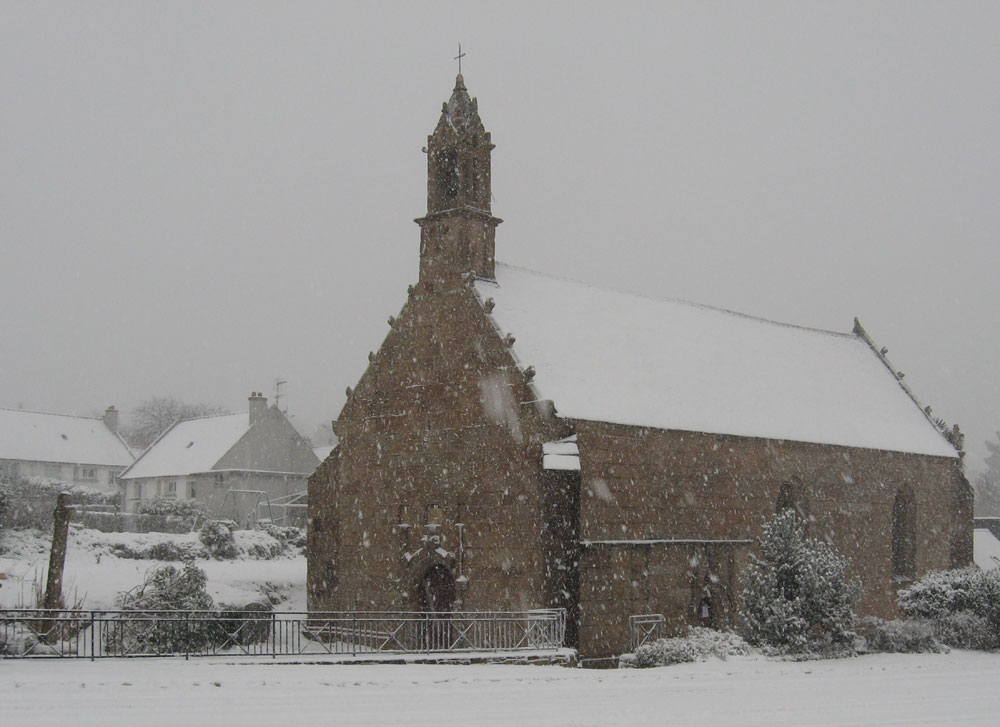
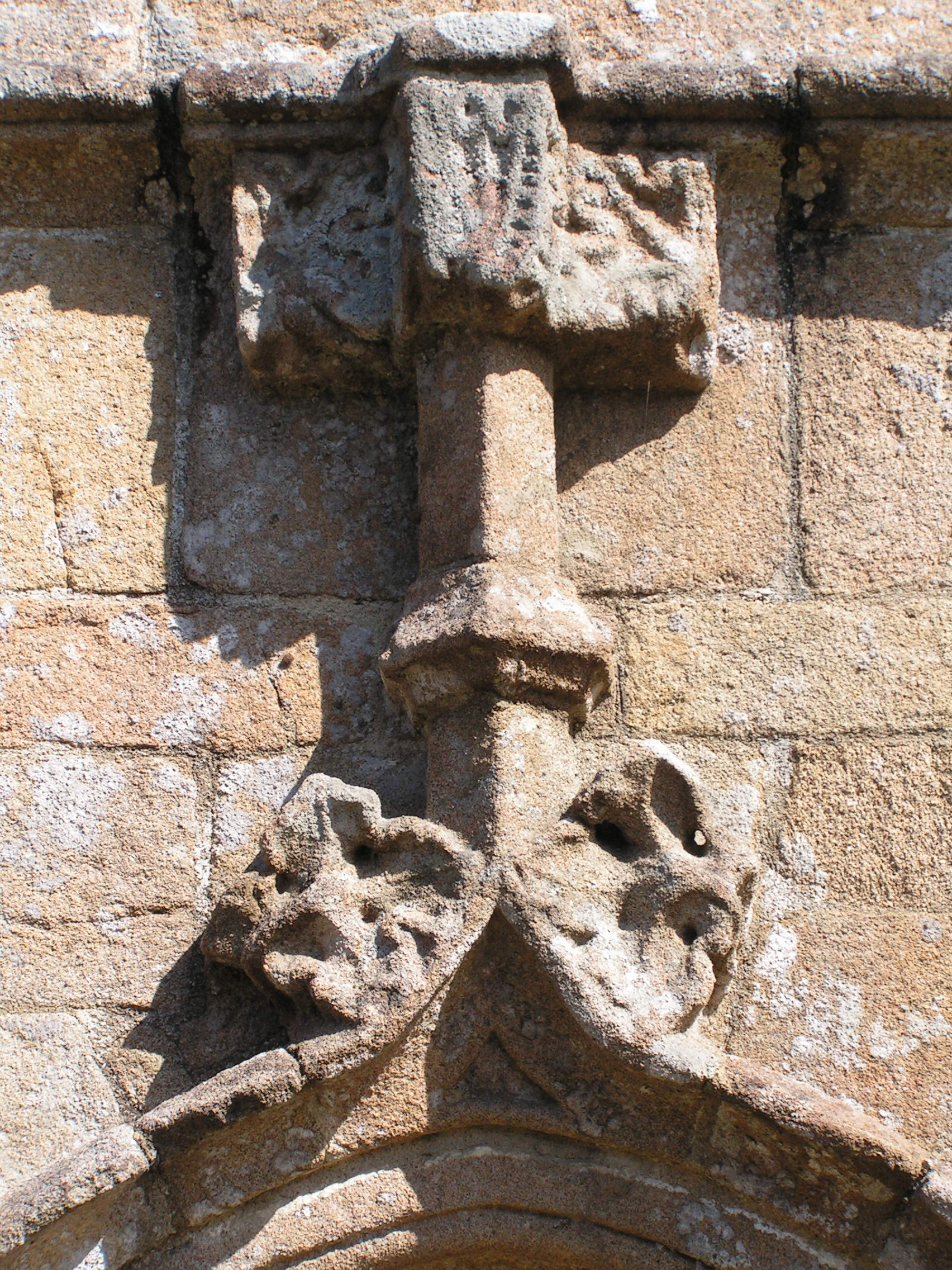
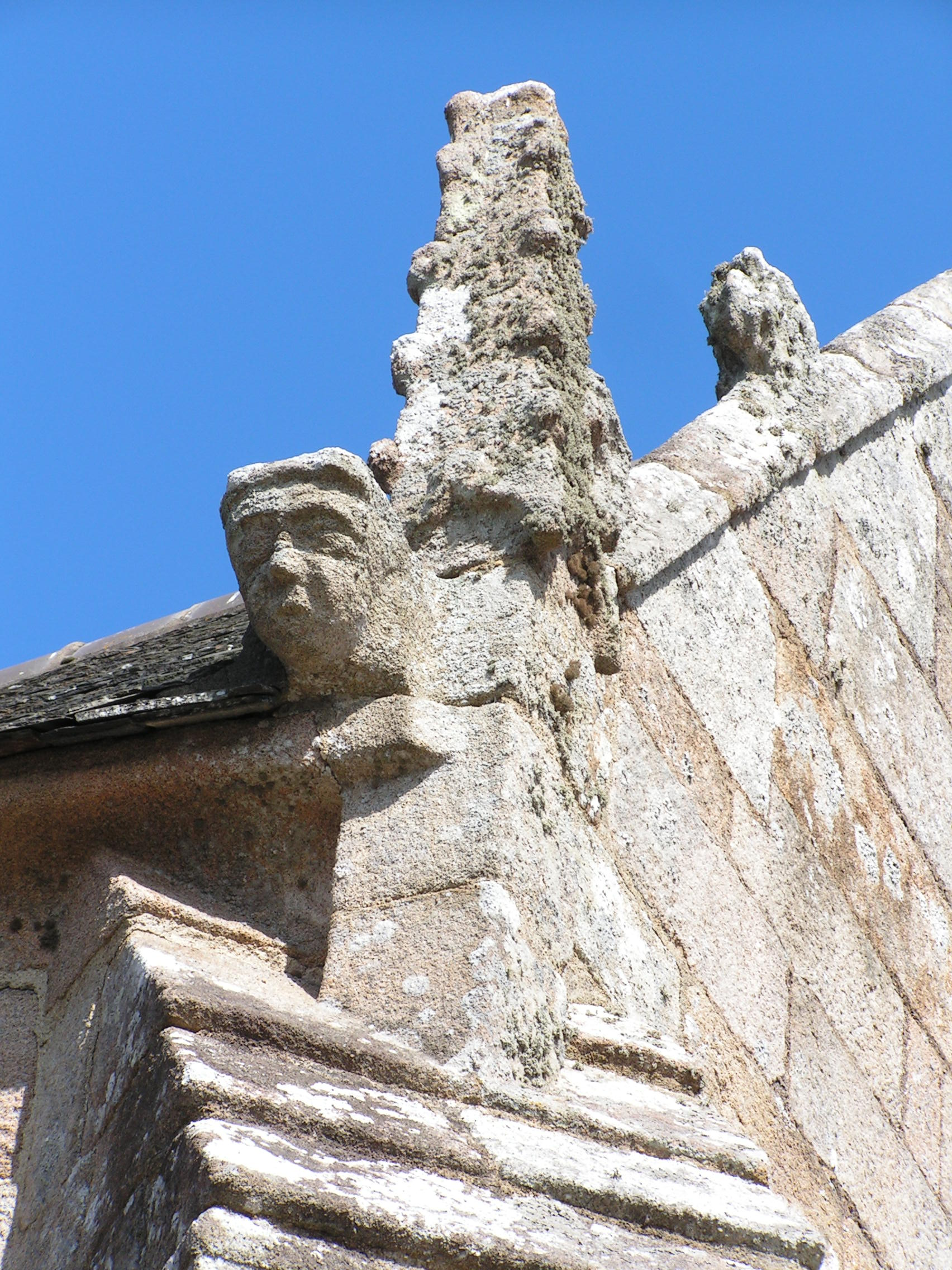
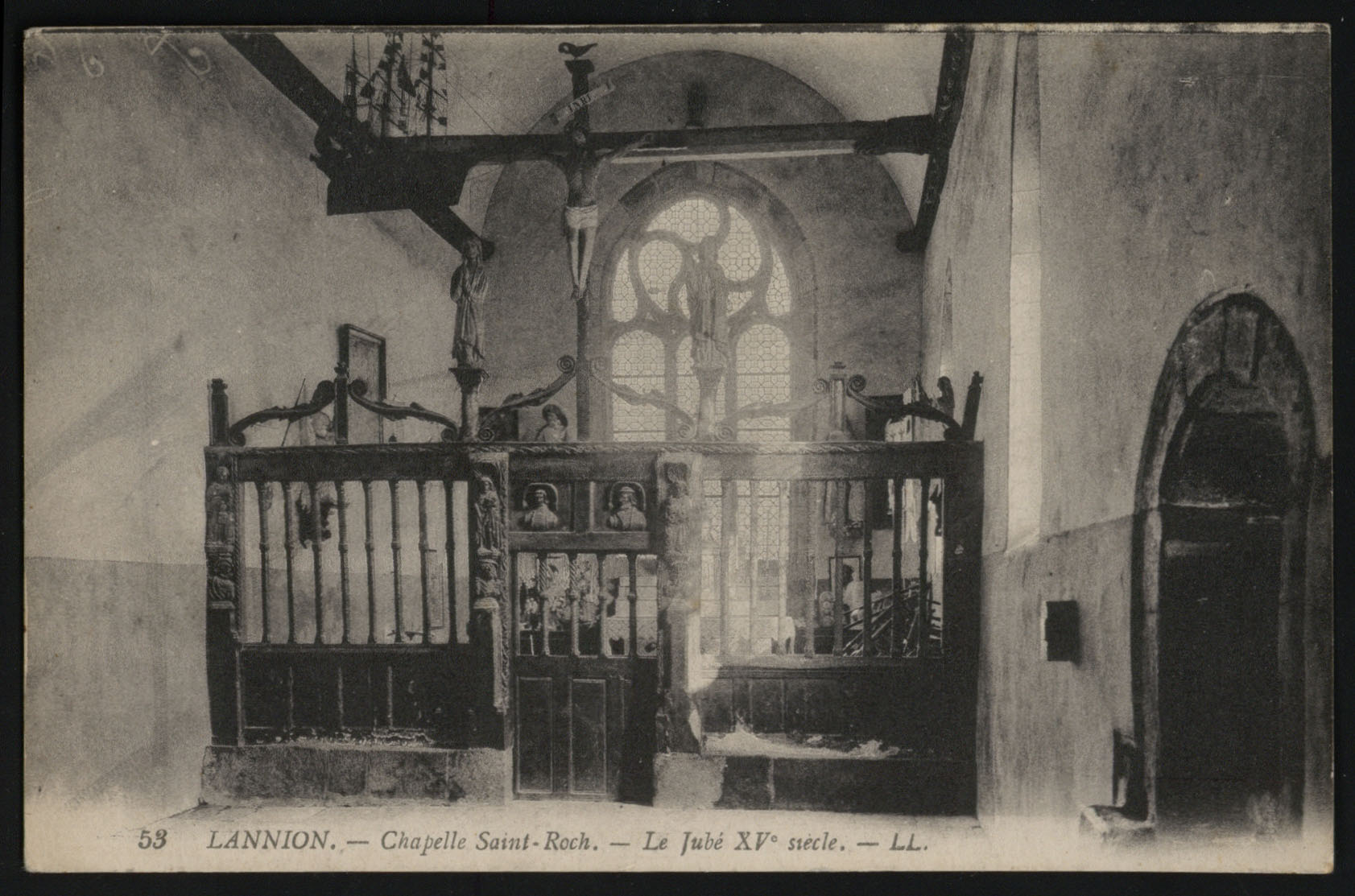